# (199082) 2005 XM82
(199082) 2005 XM82 es un asteroide perteneciente al cinturón de asteroides, región del sistema solar que se encuentra entre las órbitas de Marte y Júpiter.
Fue descubierto el 10 de diciembre de 2005 por el equipo del proyecto Spacewatch desde el observatorio Nacional de Kitt Peak.

## Designación y nombre
Designado provisionalmente como 2005 XM82.

## Características orbitales
(199082) 2005 XM82 está situado a una distancia media del Sol de 2,259 ua, pudiendo alejarse hasta 2,324 ua y acercarse hasta 2,193 ua. Su excentricidad es 0,029 y la inclinación orbital 7,913 grados. Emplea 1239,82 días en completar una órbita alrededor del Sol.

## Características físicas
La magnitud absoluta de (199082) 2005 XM82 es 17,17.